# Синвар, Мохаммед
Моха́ммед Синва́р (араб. محمد السنوار‎; 16 сентября 1975, Хан-Юнис, сектор Газа — 13 мая 2025, Al-Fukhari, сектор Газа) — член палестинской организации ХАМАС. Лидер ХАМАС в секторе Газа и военного крыла бригады «Изз ад-Дин аль-Кассам». Младший брат Яхья Синвара, который ранее возглавлял ХАМАС в секторе Газа. Участник операции по похищению израильского капрала Гилада Шалита. С момента смерти Яхьи Синвара возглавлял ХАМАС.

## Биография
Мохаммед Синвар родился в лагере беженцев Хан-Юнис в секторе Газа 16 сентября 1975 года. Его семья проживала там с 1948 года. Мохаммед получил образование в школе, организованной ООН. Он был представителем одного из первых поколений, присоединившихся к движению ХАМАС. Это случилось 14 декабря 1987 года. Мохаммеда вдохновил его старший брат Яхья, который был на тот момент главой политического офиса организации. Мохаммад Синвар стал также одним из первых, кто вступил в бригады «Изз ад-Дин аль-Кассам». За всё время он пережил не менее 6 попыток ликвидации специальными подразделениями Израиля. После одной из них в 2003 году Мохаммед исчез из публичного поля и не появился даже на похоронах отца в 2022 году.
При участии Синвара удалось осуществить похищение израильского солдата Гилада Шалита, которого удерживали в течение многих лет до его освобождения в рамках сделки по обмену пленными. Она состоялась при посредничестве Египта 18 октября 2011 года. По итогам сделки Израиль поменял 1027 осуждённых в том числе за терроризм палестинцев на Шалита.
Израильские спецслужбы считают, что Мохаммед Синвар был одним из руководителей атаки 7 октября 2023 года, когда было убито около 1200 человек и захвачено более 250 заложников, в основном гражданских лиц. На одном из видео Мохаммед ехал на внедорожнике по туннелю, построенному под Газой, во время ответной израильской операции. Армия Обороны Израиля предлагала жителям 300 000 долларов за его поимку. Штаб Мохаммеда Синвара находился в Хан-Юнисе. Там же была тренировочная база. После её захвата израильскими солдатами в ней были обнаружены в том числе макеты въездов в израильские общины.
После убийства Яхьи Синвара в октябре 2024 года стал новым лидером ХАМАС в секторе Газа.

## Гибель
13 мая 2025 года в 18:19 самолёты ВВС Израиля нанесли удар по подземному командному пункту ХАМАС под Европейской больницей в Хан-Юнисе, где по данным разведки в этот момент находился Мохаммед Синвар.
18 мая 2025 года саудовский телеканал Al-Hadath и арабоязычный новостной телеканал Al Arabiya сообщили со ссылкой на свои источники, что тело лидера ХАМАС Мухаммада Синвара было обнаружено в тоннеле на месте авиаудара, вместе с ним в районе Европейской больницы в Хан-Юнисе на юге сектора Газа также были найдены тела 10 его помощников. В тот же день Министр обороны Израиля Исраэль Кац заявил на заседании Комиссии кнессета по иностранным делам и безопасности, что у Израиля нет официального подтверждения гибели Синвара, однако «все признаки указывают на то, что он был ликвидирован».
19 мая 2025 года представитель ХАМАС Усама Хамдан, лично не встречавшийся с Мохаммедом Синваром, прокомментировал сообщения о его гибели, заявив, что «наши братья в Газе заверили нас, что Мохаммад Синвар жив и продолжает упорно сражаться с врагом».
28 мая 2025 года премьер-министр Израиля Биньямин Нетаньяху официально подтвердил гибель Мохаммеда Синвара.
31 мая 2025 года пресс-служба ЦАХАЛ и пресс-служба ШАБАК в совместном пресс-релизе также официально подтвердили гибель Мохаммеда Синвара.
8 июня 2025 года пресс-служба ЦАХАЛ сообщила, что Вооруженные силы Израиля во время операции, которая началась на юге сектора Газа 4 июня, извлекли из подземного туннеля под Европейской больницей в Хан-Юнисе тело главы военного крыла движения ХАМАС Мохаммеда Синвара и доставили его в Израиль. Процедура опознания позволила подтвердить, что обнаруженное тело принадлежит Мохаммеду Синвару.

## Комментарии
1. ↑  ХАМАС признан террористической организацией Европейским союзом, Организацией американских государств и властями Аргентины, Австралии, Великобритании, Израиля, Канады, Новой Зеландии, Парагвая, США и Японии. Его деятельность также запрещена в Иордании и Египте.